# 奥特岛
奧特島（英語：Otter Island）是美國的島嶼，位於白令海海域，屬於普里比洛夫群島一部分，由阿拉斯加州負責管轄。該島於聖保羅島西南方，島長934公尺，島寬1.45公里，總面積668.6平方公尺，最高點海拔高度285公尺，島上目前無人居住。
57°02′45″N 170°24′00″W / 57.04583°N 170.40000°W